# Vlag van KaNgwane

Vlag van Zuid-Afrika (1928-1994)

KaNgwane voert geen officiële vlag. KaNgwane was het enige voormalige Zuid-Afrikaanse thuisland zonder eigen vlag (hoewel het wel een eigen wapen had). In plaats daarvan wapperde alleen de voormalige Zuid-Afrikaanse vlag in het gebied.
Op 27 april 1994 werd KaNgwane, samen met de negen andere thuislanden, herenigd met Zuid-Afrika. Hiermee verviel de vlag.

## Verwante afbeeldingen

Het wapen van KaNgwane